# Энергетика Алтайского края
Энергетика Алтайского края — сектор экономики региона, обеспечивающий производство, транспортировку и сбыт электрической и тепловой энергии. По состоянию на конец 2018 года, на территории Алтайского края эксплуатировались 11 тепловых электростанций общей мощностью 1537,5 МВт. В 2018 году они произвели 6 896 млн кВт·ч электроэнергии.

## История
Первая электростанция на территории современного Алтайского края заработала в 1890 году на мельнице в Завьялове, принадлежащей купцу Г.Богомолову, станция питала 50 осветительных дамп. В Барнауле первая электростанция была пущена в 1898 году, в доме купца П.Сухова. В 1899 году в Бийске была пущена электростанция мощностью 155 кВт, в 1900 году купцом И.Платоновым была введена в эксплуатацию первая электростанция общего пользования в Барнауле, имевшая мощность 140 кВт.
Сильный удар по зарождающейся энергетике Барнаула нанес пожар 2 мая 1917 года, в ходе которого выгорела центральная часть города, включая вышеупомянутые электростанции, а также строящаяся новая центральная городская электростанция. Ее пустили 1 сентября 1919 года и впоследствии неоднократно расширяли — в 1920 году на ней был смонтирован турбоагрегат мощностью 420 кВт, в 1930 году её мощность достигла 1840 кВт. В 1932 году было начато строительство ТЭЦ текстильного комбината, в будущем — Барнаульской ТЭЦ-1. Станция была пущена в 1936 году при мощности 4 МВт, в 1942 году её мощность была доведена до 12 МВт, в 1953 году — до 40 МВт. В 1934 году вводится в эксплуатацию центральная электрическая станция в Бийске, в 1945 году её мощность достигает 9 МВт. В 1943 году был пущен первый турбоагрегат Рубцовской ТЭЦ.
В 1949 году начинается строительство Барнаульской ТЭЦ-2, первые турбоагрегаты общей мощностью 75 МВт введены в эксплуатацию в 1955 году. В дальнейшем станция неоднократно расширялась — в 1958—1959 годах введена в работу вторая очередь мощностью 50 МВт, в 1961—1964 годах — третья очередь мощностью 104 МВт, в 1967 году — четвёртая очередь (50 МВт) и в 1968—1973 годах — пятая очередь (110 МВт). В 1975 году станция при мощности 410 МВт была принята в постоянную эксплуатацию.
В 1957 году вводится в эксплуатацию первый турбоагрегат мощностью 25 МВт на Бийской ТЭЦ-1, в дальнейшем станция также неоднократно расширялась. В 1960 году создано районное энергетическое управление «Барнаулэнерго», в 1963 году Алтайский край соединяется с единой энергосистемой Сибири. В 1973 году начато строительство Барнаульской ТЭЦ-3, её первый турбоагрегат заработал в 1982 году. В 1981 году вводится в эксплуатацию ТЭЦ Алтайского коксохимического завода. В 1991 году вводится в эксплуатацию уникальная линия электропередачи напряжением 1150 кВ Барнаул-Экибастуз. В 2007 году состоялся пуск первой газотурбинной электростанции Алтайского края — Барнаульской ГТ-ТЭЦ, в 2009 году — газопоршневой Белокурихинской ГП ТЭС. Одновременно выводятся из эксплуатации устаревшие и изношенные мощности — в 2012 году закрыта Барнаульская ТЭЦ-1, в 2017 году — Рубцовская ТЭЦ.

## Генерация электроэнергии
По состоянию на конец 2018 года, на территории Алтайского края эксплуатировались 11 тепловых электростанций общей мощностью 1537,5 МВт — Барнаульская ТЭЦ-2, Барнаульская ТЭЦ-3, Барнаульская ГТ-ТЭЦ, Бийская ТЭЦ-1, ТЭЦ ОАО «Алтай-Кокс», ТЭЦ МУП «ЯТЭК», ТЭЦ ОАО «Кучуксульфат», Белокурихинская ГП ТЭС, ТЭЦ ОАО «Черемновский сахарный завод», ТЭЦ ЗАО «Бийский сахарный завод», ТЭЦ ООО «Сибирский сахар».

### Бийская ТЭЦ-1
Расположена в г. Бийске, основной источник теплоснабжения города, крупнейшая электростанция Алтайского края. Паротурбинная теплоэлектроцентраль, в качестве топлива использует каменный уголь. Турбоагрегаты станции введены в эксплуатацию в 1957—1990 годах. Установленная электрическая мощность станции — 509,9 МВт, тепловая мощность — 1089 Гкал/час. Фактическая выработка электроэнергии в 2018 году — 2021,3 млн кВт·ч. Оборудование станции включает в себя семь турбоагрегатов: один мощностью 25 МВт, три — по 50 МВт, два — по 110 МВт и один — 114,9 МВт. Также имеется 8 котлоагрегатов. Принадлежит АО «Бийскэнерго» (входит в группу «Сибирская генерирующая компания»).

### Барнаульская ТЭЦ-2
Расположена в г. Барнауле, один из основных источников теплоснабжения города. Паротурбинная теплоэлектроцентраль, в качестве топлива использует каменный уголь и природный газ (для одного котла). Турбоагрегаты станции введены в эксплуатацию в 1962—2014 годах, при этом сама станция пущена в 1955 году, являясь старейшей ныне действующей электростанцией региона. Установленная электрическая мощность станции — 275 МВт, тепловая мощность — 1087 Гкал/час. Фактическая выработка электроэнергии в 2018 году — 1126,4 млн кВт·ч. Оборудование станции включает в себя пять турбоагрегатов: один мощностью 25 МВт, два — по 60 МВт и два — по 65 МВт. Также имеется 12 котлоагрегатов. Принадлежит АО «Барнаульская генерация» (входит в группу «Сибирская генерирующая компания»).

### Барнаульская ТЭЦ-3
Расположена в г. Барнауле, один из основных источников теплоснабжения города и лидер по выработке электроэнергии среди электростанций Алтайского края. Паротурбинная теплоэлектроцентраль, в качестве топлива использует бурый уголь, природный газ (для водогрейных котлов) и мазут (для паровых котлов). Турбоагрегаты станции введены в эксплуатацию в 1982—1986 годах. Установленная электрическая мощность станции — 445 МВт, тепловая мощность — 1450 Гкал/час. Фактическая выработка электроэнергии в 2018 году — 2635,7 млн кВт·ч. Оборудование станции включает в себя три турбоагрегата, мощностью 80 МВт, 175 МВт, 190 МВт. Также имеется 5 котлоагрегатов, 7 водогрейных котлов и 2 паровых котла. Принадлежит АО «Барнаульская ТЭЦ-3» (входит в группу «Сибирская генерирующая компания»).

### Барнаульская ГТ-ТЭЦ
Расположена в г. Барнауле, на площадке Барнаульской ТЭЦ-1. Газотурбинная теплоэлектроцентраль, в качестве топлива использует природный газ. Турбоагрегаты станции введены в эксплуатацию в 2007 году. Установленная электрическая мощность станции — 36 МВт, тепловая мощность — 80 Гкал/час (при этом к тепловым сетям станция не подключена и в теплоснабжении не участвует). Фактическая выработка электроэнергии в 2018 году — 1,1 млн кВт·ч. Оборудование станции включает в себя четыре турбоагрегата, мощностью по 9 МВт, и четыре котла-утилизатора. Принадлежит АО «ГТ Энерго».

### ТЭЦ ОАО «Алтай-Кокс»
Расположена в г. Заринске, обеспечивает энергоснабжение предприятия по производству кокса и химической продукции (блок-станция), а также теплоснабжение города. Паротурбинная теплоэлектроцентраль, в качестве топлива использует коксовый газ, мазут. Турбоагрегаты станции введены в эксплуатацию в 1981—1987 годах. Установленная электрическая мощность станции — 200 МВт, тепловая мощность — 1321 Гкал/час. Фактическая выработка электроэнергии в 2018 году — 945,7 млн кВт·ч. Оборудование станции включает в себя три турбоагрегата, два мощностью по 60 МВт и один — мощностью 80 МВт. Также имеется четыре котлоагрегата. Принадлежит ОАО «Алтай-Кокс».

### ТЭЦ МУП «ЯТЭК»
Расположена в г. Яровое, основной источник теплоснабжения города. Паротурбинная теплоэлектроцентраль, в качестве топлива использует каменный уголь. Турбоагрегаты станции введены в эксплуатацию в 2008—2010 годах, при этом сама станция введена в эксплуатацию не позднее 1965 года. Установленная электрическая мощность станции — 24 МВт, тепловая мощность — 150 Гкал/час. Фактическая выработка электроэнергии в 2018 году — 54,6 млн кВт·ч. Оборудование станции включает в себя два турбоагрегата мощностью по 12 МВт и пять котлоагрегатов. Принадлежит ООО «ТПК Ресурс», арендуется МУП «Яровской теплоэлектрокомплекс».

### ТЭЦ ОАО «Кучуксульфат»
Расположена в п. Степное Озеро Благовещенского района, обеспечивает энергоснабжение предприятия по производству химической продукции, в основном сульфата натрия (блок-станция), а также теплоснабжение посёлка. Паротурбинная теплоэлектроцентраль, в качестве топлива использует каменный уголь. Турбоагрегаты станции введены в эксплуатацию в 1976—1992 годах. Установленная электрическая мощность станции — 18 МВт, тепловая мощность — 201,5 Гкал/час. Фактическая выработка электроэнергии в 2018 году — 71,3 млн кВт·ч. Оборудование станции включает в себя три турбоагрегата мощностью по 6 МВт и шесть котлоагрегатов. Принадлежит ОАО «Кучуксульфат».

### Белокурихинская ГП ТЭС
Расположена в г. Белокуриха. Газопоршневая теплоэлектроцентраль, в качестве топлива использует природный газ. Введена в эксплуатацию в 2009 году, является самой новой электростанцией Алтайского края. Установленная электрическая мощность станции — 15,6 МВт, тепловая мощность — 16,2 Гкал/час. Фактическая выработка электроэнергии в 2018 году — 14 млн кВт·ч. Оборудование станции включает в себя восемь газопоршневых агрегатов мощностью по 1,95 МВт и восемь котлов-утилизаторов. Принадлежит ООО «ПрогрессАгроПром».

### ТЭЦ ОАО «Черемновский сахарный завод»
Расположена в с. Черёмном Павловского района, обеспечивает энергоснабжение сахарного завода (блок-станция) и теплоснабжение села Черёмное. Паротурбинная теплоэлектроцентраль, в качестве топлива использует природный газ. Турбоагрегаты станции введены в эксплуатацию в 1992—1998 годах. Установленная электрическая мощность станции — 7,5 МВт, тепловая мощность — 78 Гкал/час. Фактическая выработка электроэнергии в 2018 году — 25,9 млн кВт·ч. Оборудование станции включает в себя три турбоагрегата мощностью по 2,5 МВт и пять котлоагрегатов. Принадлежит ОАО «Черемновский сахарный завод».

### ТЭЦ ООО «Сибирский сахар»
Расположена в г. Камень-на-Оби, обеспечивает энергоснабжение сахарного завода (блок-станция). Установленная электрическая мощность станции — 4 МВт.

### ТЭЦ ЗАО «Бийский сахарный завод»
Расположена в г. Бийске, обеспечивает энергоснабжение сахарного завода (блок-станция). Установленная электрическая мощность станции — 2,5 МВт.

## Потребление электроэнергии
Потребление электроэнергии в Алтайском крае в 2018 году составило 10 248,6 млн кВт·ч, максимум нагрузки — 1808 МВт. Таким образом, Алтайский край является энергодефицитным регионом как по электроэнергии, так и по мощности, дефицит восполняется перетоками из смежных энергосистем Красноярского края, Кемеровской и Новосибирской областей, а также Казахстана. В структуре потребления электроэнергии в регионе по состоянию на 2018 год лидирует население (29,2 %), обрабатывающие производства (16,3 %), транспорт и связь (11,2 %). Крупнейшие потребители электроэнергии в регионе по состоянию на 2018 год — ОАО «РЖД», ОАО «Алтай-кокс». Функции гарантирующего поставщика электроэнергии выполняют АО «Алтайэнергосбыт», АО «Алтайкрайэнерго», АО «Барнаульская горэлектросеть», ООО «Заринская городская электрическая сеть».

## Электросетевой комплекс
Энергосистема Алтайского края входит в ЕЭС России, являясь частью Объединённой энергосистемы Сибири, находится в операционной зоне филиала АО «СО ЕЭС» — «Региональное диспетчерское управление энергосистем Новосибирской области, Алтайского края и Республики Алтай» (Новосибирское РДУ). Особенностью энергосистемы Алтайского края является прохождение по ее территории единственной в России линии электропередачи напряжением 1150 кВ «Итат — Барнаул — Экибастуз — Кокчетав — Кустанай — Челябинск» (в настоящее время работающей на напряжении 500 кВ).
Энергосистема региона связана с энергосистемами Красноярского края по одной ВЛ 1150 кВ (работает на напряжении 500 кВ), с энергосистемой Кемеровской области — по одной ВЛ 500 кВ, двум ВЛ 220 кВ и одной ВЛ 110 кВ, с энергосистемой Новосибирской области — по одной ВЛ 500 кВ, пяти ВЛ 220 кВ и трём ВЛ 110 кВ, с энергосистемой Казахстана — по одной ВЛ 1150 кВ (работает на напряжении 500 кВ), двум ВЛ 500 кВ и пяти ВЛ 110 кВ. Общая протяженность линий электропередачи составляет более 74200 км, в том числе линий электропередач напряжением 1150 кВ (включены на 500 кВ) — 504,4 км, 500 кВ — 829,6 км, 110 кВ — 7288,6 км, 35 кВ и менее — 64 087 км. Магистральные линии электропередачи напряжением 220—1150 кВ эксплуатируются филиалом ПАО «ФСК ЕЭС» — «Западно-сибирское предприятие магистральных электрических сетей», распределительные сети напряжением 110 кВ и ниже — филиалом ПАО «МРСК Сибири» — «Алтайэнерго» (в основном), а также АО «Сетевая компания Алтайкрайэнерго», ООО «Барнаульская сетевая компания», ОАО «РЖД» и другими компаниями.

## Теплоснабжение
Теплоснабжение в Алтайском крае обеспечивают 2112 теплоисточников общей тепловой мощностью 6252 Гкал/ч, в том числе 11 тепловых электростанций. Отпуск тепловой энергии в 2018 году составил 10 626 тыс. Гкал, в том числе от ТЭЦ — 8 643 тыс. Гкал. Общая протяжённость тепловых сетей региона (в двухтрубном исчислении) составляет 2942,7 км.